# Julie Budd
Julie Budd (New York, 7 maggio 1954) è una cantante e attrice statunitense, nota per le sue esibizioni allo Strip di Las Vegas negli anni settanta..
Supportava spesso gli spettacoli di Frank Sinatra al Caesars Palace . Continua a esibirsi, principalmente a New York, dove è anche attrice di teatro.

## Biografia

### Formazione
È nata, con il nome di Edith Erdman, a Brooklyn, New York. Era la seconda di tre figlie. I suoi genitori erano Saul e Joan Erdman. Suo padre era un dirigente di un'azienda di imbottigliamento. La sua famiglia era ebrea ma non religiosa. Ha frequentato la Roy H. Mann Jr. High School di Brooklyn fino al 1969, quando si è trasferita in un'accademia privata a Manhattan. Nel 1993 ha contribuito con le sue esperienze a Brooklyn al libro It Happened in Brooklyn: An oral history of growing up in the borough in the 1940s, 1950s and 1960s (1993).

### Musica
Budd ha iniziato la sua carriera di cantante all'età di 12 anni, salendo sul palco per la notte amatoriale nel campo turistico Tamarack a Catskills. Lì è stata avvistata dal produttore Herb Bernstein, che è diventato il suo manager personale e arrangiatore. Ha continuato a lavorare con lei per i successivi trent'anni. Dopo aver firmato un contratto per la gestione personale, le fece registrare anche una demo, le procurò un contratto triennale con la Metro-Goldwyn-Mayer e la mandò da un insegnante di canto. Uno dei dipendenti di Bernstein le suggerì il suo nome d'arte. Budd è apparsa al Merv Griffin Show, The Ed Sullivan Show, The Tonight Show, The Carol Burnett Show '' e al The Jim Nabors Hour . Nel 1968 pubblicò l'LP Child of Plenty attraverso l'etichetta MGM e divenne un'attrice regolare della serie estiva NBC TV Showcase '68 .

Apparendo al Caesars Palace all'età di 16 anni, Budd divenne la cantante di supporto più giovane per Frank Sinatra. Ha detto al Chicago Sun-Times di aver imparato il "lato teatrale del canto" osservando Sinatra: 
 "Frank mi sistemava una sedia dietro le quinte quando finivo di cantare e guardavo il suo spettacolo tutte le sere da lì. Poi veniva e mi chiedeva delle opinioni. Ed era totalmente serio. Uno notte gli ho chiesto di tutti i segni fatti con il nastro sul pavimento quando cantava e ha chiesto al ragazzo delle luci di accendere le luci una ad una e ho visto come "colpivano i segni". Frank si avvicinò a me e mi spiegò come l'illuminazione migliorerà i momenti musicali ". 
 Ha iniziato a cantare in discoteche all'età di 18 anni. È diventata una cantante ricorrente a Las Vegas, spesso sostenendo Sinatra, Liberace, George Burns o Bob Hope . Ha anche cantato alla Carnegie Hall, al Lincoln Center, al Kennedy Center e ad Atlantic City .
Ha interpretato la canzone Living Free per il film del 1972 Vivere in Libertà. Nel 1976 ha raggiunto il 93 ° posto nelle classifiche con la canzone " One Fine Day ", uno dei suoi più grandi successi. Nel 1979 si è esibita a Broadway in They're Playing Our Song . Un articolo del New York Magazine del 1981 diceva che aveva "cantato in pubblico per 15 dei suoi 27 anni" e "aveva quasi avuto il ruolo principale in Evita a Broadway".
Nel novembre 1991 ha collaborato di nuovo con Burns per realizzare un concerto per raccogliere fondi per l'ospedale pediatrico di Orange County . Si esibisce presso la raccolta fondi annuale della Fondazione Schultz-Hill, fondata nel 2002 ad Atlantic City. Il 22 e 23 ottobre 2004, ha eseguito i classici di Barbra Streisand in un programma tributo, "The Barbra Streisand Songbook", creato da Marvin Hamlisch .
Budd continua a esibirsi principalmente nell'area di New York City e Las Vegas. Ha pubblicato gli album Pure Imagination (1997) e If You Could See Me Now (2000), e per commemorare il centenario di Sinatra il 12 dicembre 2015, ha pubblicato un album, Remembering Mr. Sinatra . Insegna anche corsi di perfezionamento in canto.

### Recitazione
Nella recitazione, Budd è affiliata al Circle Repertory Theatre e al Playwright's Horizons a New York. Ha recitato nel film di Walt Disney del 1981 Il Diavolo e Max, nel ruolo di una studentessa del liceo di 19 anni e aspirante cantante. Budd ha dichiarato che avere l'opportunità di lavorare per la Disney Company le ha cambiato la vita. "Alla Disney lo fanno sempre nel modo giusto".

## Filmografia
Il diavolo e Max (1981)